# Epilasia
 Epilasia  Benth. & Hook.f., 1873 è un genere di piante angiosperme dicotiledone della famiglia delle Asteraceae.

## Etimologia
Il nome scientifico del genere è stato definito per la prima volta dai botanici George Bentham (1800-1884) e Joseph Dalton Hooker (1817-1911) nella pubblicazione " Genera Plantarum ad exemplaria imprimis in herbariis Kewensibus" ( Gen. Pl. [Bentham & Hooker f.] 2(1): 532 ) del 1873.

## Descrizione
Habitus. L'habitus delle specie di queste piante è di tipo erbaceo annuo con superfici sia glabre o mollemente pubescenti. Le radici sono dei fittoni. Gli organi interni di queste piante contengono lattoni sesquiterpenici.
Foglie. Le foglie, picciolate (quelle superiori sono sessili), lungo il fusto sono disposte in modo alterno (quelle basali sono rosulate). La lamina è continua con forme da ovate a lanceolate, apici ottusi e base alata. Il contorno è intero. I margini sono continui piatti o ondulati. La superficie è glabra o tomentosa, ma mai ispida o irsuta. Le venature sono parallele.
Infiorescenza. Le infiorescenza, terminali oppure ascellari, sono composte da capolini (da uno a otto), separati raccolti in formazioni corimbose o cimose. I capolini, per lo più peduncolati, omogami e radiati, sono composti da un involucro da ovoide-cilindrico a globoso formato da 8 - 11 brattee embricate in due serie (3 - 6 brattee esterne e 5 interne) che fanno da protezione al ricettacolo sul quale s'inseriscono i fiori ligulati. Le brattee esterne sono erbacee simili alle foglie e più lunghe di quelle interne. Il ricettacolo è piatto e nudo (senza pagliette).
Fiori. I fiori, più di 12, sono tetra-ciclici (ossia sono presenti 4 verticilli: calice – corolla – androceo – gineceo) e pentameri (ogni verticillo ha in genere 5 elementi). I fiori sono inoltre ermafroditi e zigomorfi.
- Formula fiorale:

*/x K {\displaystyle \infty }, [C (5), A (5)], G 2 (infero), achenio
- Calice: i sepali del calice sono ridotti ad una coroncina di squame.
- Corolla: le corolle sono formate da una ligula terminante con 5 denti; il colore è giallo pallido o violetto-rosa; la superficie può essere sia pubescente che glabra; le ligule in genere sono incurvate all'esterno (disposizione radiale).
- Androceo: gli stami sono 5 con filamenti liberi e distinti, mentre le antere sono saldate in un manicotto (o tubo) circondante lo stilo.[12] Le antere alla base sono acute. Il polline è tricolporato (ogni colpo con due aperture di tipo isodiametrico o tipo poro), è echinato (con punte) e anche "lophato" (la parte più esterna dell'esina è sollevata a forma di creste e depressioni).[13]
- Gineceo: lo stilo è filiforme. Gli stigmi dello stilo sono due divergenti, filiformi, ricurvi con la superficie stigmatica posizionata internamente (vicino alla base).[14] L'ovario è infero uniloculare formato da 2 carpelli.

Frutti. I frutti sono degli acheni con pappo. Gli acheni, con forme più o meno cilindriche, nerastri o grigi, ristretti all'apice, hanno 5 - 10 coste longitudinali (non sono alati) e ispide. Il carpoforo è cilindrico, cavo e allargato. La superficie glabra o con ghiandole (raramente è sericea). Il pappo è formato da molte setole piumose (fimbriate) ed è inserito in un anello cartilagineo all'apice dell'achenio. Lunghezza degli acheni: 5 – 10 mm. Lunghezza del pappo: 5 – 8 mm.

## Biologia
- Impollinazione: l'impollinazione avviene tramite insetti (impollinazione entomogama tramite farfalle diurne e notturne).
- Riproduzione: la fecondazione avviene fondamentalmente tramite l'impollinazione dei fiori (vedi sopra).
- Dispersione: i semi (gli acheni) cadendo a terra sono successivamente dispersi soprattutto da insetti tipo formiche (disseminazione mirmecoria). In questo tipo di piante avviene anche un altro tipo di dispersione: zoocoria. Infatti gli uncini delle brattee dell'involucro si agganciano ai peli degli animali di passaggio disperdendo così anche su lunghe distanze i semi della pianta.

## Distribuzione e habitat
Le piante di questo gruppo sono distribuite in Caucaso e Asia centrale.

## Tassonomia
La famiglia di appartenenza di questa voce (Asteraceae o Compositae, nomen conservandum) probabilmente originaria del Sud America, è la più numerosa del mondo vegetale, comprende oltre 23.000 specie distribuite su 1.535 generi, oppure 22.750 specie e 1.530 generi secondo altre fonti (una delle checklist più aggiornata elenca fino a 1.679 generi). La famiglia attualmente (2021) è divisa in 16 sottofamiglie.

### Filogenesi
Questo genere appartiene alla sottotribù Scorzonerinae della tribù Cichorieae (unica tribù della sottofamiglia Cichorioideae). In base ai dati filogenetici la sottofamiglia Cichorioideae è il terz'ultimo gruppo che si è separato dal nucleo delle Asteraceae (gli ultimi due sono Corymbioideae e Asteroideae). La sottotribù Scorzonerinae è il secondo clade che si è separato dalla tribù.
La tribù Scorzonerinae è individuata dai seguenti principali caratteri:
- l'indumento di queste piante è morbido fatti di piccoli peli;
- le setole del pappo sono provviste di morbide proiezioni laterali (una fila di cellule appiattite);
- il polline è tricolporato con 2 lacune;
- l'areale (nativo) della sottotribù è relativo al Vecchio Mondo.

All'interno della sottotribù sono stati individuati diversi cladi, alcuni in posizione politomica. Il genere di questa voce, da un punto di vista filogenetico, si trova in una posizione centrale e con i generi Geropogon e Tragopogon forma un "gruppo fratello". Tuttavia in altre analisi (con sezioni diverse di DNA) il genere Epilasia si trova vicino al genere Pseudopodospermum. Storicamente le specie di questo genere erano descritte come una sezione del genere Scorzonera.
I caratteri distintivi per le specie di questo genere ( Epilasia) sono:
- le brattee involucrali esterne sono più lunghe di quelle interne;
- gli acheni possiedono il carpoforo;
- la parte distale degli acheni è densamente lanosa.;
- il pappo è grigiastro;
- sono presenti dei tannini.

Il numero cromosomico delle specie di questo genere è: 2n = 12 (cromosoma diploide).

### Elenco delle specie
Questo genere ha 3 specie:
- Epilasia acrolasia C.B.Clarke
- Epilasia hemilasia  (Bunge) C.B.Clarke
- Epilasia mirabilis  Lipsch.